# Прапор Люксембургу
Король Нідерландів Віллем I, ставши в 1815 році одночасно і правителем Люксембургу, прийняв в тому ж році герб і прапор герцогства, які схожі на державні символи Нідерландів. Прапор герцогства відрізняється від нідерландського лише світлішим тоном нижньої смуги.

## Дизайн

### Конструкція
|                     |
| Конструкція прапора |

### Кольори
| Схема   | Червоний     | Блакитний   | Білий         |
| ------- | ------------ | ----------- | ------------- |
| Pantone | 032C         | 299C        | White         |
| RGB     | 239; 51; 64  | 0; 163; 224 | 255; 255; 255 |
| CMYK    | 0; 90; 76; 0 | 79; 7; 0; 0 | 0; 0; 0; 0    |
| HEX     | #EF3340      | #00A3E0     | #FFFFFF       |

#### Порівняння кольорів з прапором Нідерландів

Кольори прапора Люксембургу
Кольори прапора Нідерландів